# Вельки-Кртиш
Вельки-Кртиш (словац. Veľký Krtíš, венг. Nagykürtös) — город в центральной Словакии у подножья Крупинской планины. Население — около 12 тыс. человек.

## История
Вельки-Кртиш впервые упоминается в 1245 году. Он находился на важном торговом пути. В XVI веке город подвергся нападению турок. В 1554—93 Вельки Кртиш входил в состав Новоградского санджака Османской империи. В середине XVII века город был полностью уничтожен турками и до 1680 оставался безлюдным. В XIX веке в Вельком Кртише открываются шахты, и город начинает оживать. В 1968 Вельки Кртиш становится районным центром.

## Население
| Год:                | 1994   | 2004    | 2014     | 2024     |
| ------------------- | ------ | ------- | -------- | -------- |
| Количество человек: | 14 160 | 13 932  | 12 424   | 10 274   |
| Разница:            |        | −1,61 % | −10,82 % | −17,30 % |

## Достопримечательности
- Фарный костёл